# European Touring Car Cup 2009
European Touring Car Cup 2009 var det femte året med standardvagnscupen FIA European Touring Car Cup. De två deltävlingarna kördes på Circuito Vasco Sameiro. Endast sjutton förare var anmälda till tävlingen, men två kom inte till start. Så det fanns elva Super 2000-bilar på startlinjen (varav en svensk, Tomas Engström i en Honda Accord Euro R), tre i Super Production och endast en i Super 1600. Super 2000 vanns av britten James Thompson, i en Honda Accord Euro R, som under säsongen har kört i både WTCC, DTC, V8 Supercar och BTCC.
- Datum: 25 oktober 2009
- Bana:  Circuito Vasco Sameiro, Braga, Portugal
- Segrare Super 2000 Trophy:  James Thompson
- Segrare Super Production Trophy:  Marcis Birkens
- Segrare Super 1600 Trophy:  Carsten Seifert
- Segrare Nations Cup:  Storbritannien

## Team och förare
| Bilmärke            | Team                     | Nummer | Förare                | Klass            |
| ------------------- | ------------------------ | ------ | --------------------- | ---------------- |
| SEAT León TDI       | SEAT Sport               | 5      | Norbert Michelisz     | Super 2000       |
| SEAT León TFSI      | Veloso Motorsport        | 6      | Francisco Carvalho    | Super 2000       |
| Chevrolet Lacetti   | Bamboo Engineering       | 10     | Harry Vaulkhard       | Super 2000       |
| Chevrolet Lacetti   | Bamboo Engineering       | 9      | Durate Fèlix da Costa | Super 2000       |
| Chevrolet Lacetti   | Perfection Racing        | 1      | Michel Nykjær         | Super 2000       |
| Chevrolet Lacetti   | Maurer Motorsport        | 7      | Vincent Radermecker   | Super 2000       |
| Chevrolet Lacetti   | Maurer Motorsport        | 8      | José Monroy           | Super 2000       |
| Honda Accord Euro R | Engström Motorsport      | 2      | Tomas Engström        | Super 2000       |
| Honda Accord Euro R | Hartmann Honda Racing    | 11     | James Thompson        | Super 2000       |
| Honda Accord Euro R | Hartmann Honda Racing    | 12     | Per Poulsen           | Super 2000       |
| BMW 320si           | Liqui Moly Team Engstler | 4      | Franz Engstler        | Super 2000       |
| BMW 320si           | Liqui Moly Team Engstler | 3      | Urmas Kitsing         | Super 2000       |
| BMW 320si           | Sport & You              | 14     | José Pedro Fontes     | Super 2000       |
| Honda Civic Type-R  | AV Motorsport            | 21     | Marcis Brikens        | Super Production |
| Volkswagen Golf IV  | Sport-Garage             | 22     | Nikolay Karamishev    | Super Production |
| BMW 320i            | Sport-Garage             | 23     | Mikhail Zasadych      | Super Production |
| Ford Fiesta ST      | NK Racing Team           | 31     | Carsten Seifert       | Super 1600       |

- Överstrukna förare anmälde sig, men kom aldrig till start.

## Race 1
Första racet kördes på blött underlag, något som Tomas Engström inte var beredd på. Han valde fel däck och racet var förstört. Norbert Michelisz drog nytta av sin pole position och kunde ta segern före Franz Engstler och James Thompson.

## Race 2
Efter race 1 så vänds startordningen på de åtta första förarna från deras placeringar i det första racet, så Michelisz startade åtta. Tomas Engström missade precis den så viktiga åttondeplatsen i första racet, så han tvingades starta nia. Där emot så hade han nu bytt däck. Starten gick och Durate Félix da Costa, som hade pole position kunde ta ledningen. In i första kurvan så blev det riktigt rörigt. Flera bilar snurrade och hamnade ute på gräset. Den tvåfaldiga mästaren i ETC Cup, Michel Nykjær, fick såpass stora skador på bilen att han tvingades bryta. Tomas Engström var en av dem som tappade placeringar. Han var aldrig inblandad i någon kollision, men blev hindrad av dem. Hemmaföraren José Monroy fick flera lösa delar hängande från sig, men fortsatte ändå. Efter fem varv så gick det inte längre för Monroy, som då bröt racet. Da Costa halkade sedan också av banan och försvann ned till sista plats. Harry Vaulkhard tog då ledningen, men Franz Engstler och James Thompson närmade sig snabbt bakifrån. Tomas Engström var också på väg upp. När Franz Engstler kom riktigt nära Harry Vaulkhard, så gjorde Vaulkhard ett misstag. Han kom lite för långt ut i en kurva och gled på det såphala gräset in i däckbarriären. Som tur var för Vaulkhards del så blev det ingen hård smäll, så han kunde fortsätta, men det kostade honom totalsegern i ETC Cup. Franz Engstler var hårt uppvaktad av James Thompson, som ganska snabbt tog sig förbi. Thompson vann racet, och där med även hela ETC Cup, före Engstler och Tomas Engström som gjort en fin uppkörning.

## Resultat

### Kval

#### Super 2000
| P. | Sn. | Förare                | Bilmärke            | Tid      |
| -- | --- | --------------------- | ------------------- | -------- |
| 1  | 5   | Norbert Michelisz     | SEAT León TDI       | 1:24,821 |
| 2  | 4   | Franz Engstler        | BMW 320si           | +0,077   |
| 3  | 9   | Durate Fèlix da Costa | Chevrolet Lacetti   | +0,131   |
| 4  | 10  | Harry Vaulkhard       | Chevrolet Lacetti   | +0,483   |
| 5  | 2   | Tomas Engström        | Honda Accord Euro R | +0,540   |
| 6  | 11  | James Thompson        | Honda Accord Euro R | +0,932   |
| 7  | 6   | Francisco Carvalho    | SEAT León TFSI      | +1,193   |
| 8  | 1   | Michel Nykjær         | Chevrolet Lacetti   | +1,338   |
| 9  | 8   | José Monroy           | Chevrolet Lacetti   | +2,315   |
| 10 | 12  | Per Poulsen           | Honda Accord Euro R | +3,168   |
| 11 | 3   | Urmas Kitsing         | BMW 320si           | +3,432   |

- P=Position
- Sn=Startnummer

Kval Super 2000 på fiaetcc.com  PDF

#### Super Production
| P. | Sn. | Förare             | Bilmärke           | Tid      |
| -- | --- | ------------------ | ------------------ | -------- |
| 1  | 23  | Michail Zasadych   | BMW 320i           | 1:31,916 |
| 2  | 21  | Marcis Birkens     | Honda Civic Type-R | +0,255   |
| 3  | 22  | Nikolay Karamishev | Volkswagen Golf IV | +6,305   |

- P=Position
- Sn=Startnummer

Kval Super Pruduction på fiaetcc.com  PDF

#### Super 1600
| P. | Sn. | Förare          | Bilmärke       | Tid      |
| -- | --- | --------------- | -------------- | -------- |
| 1  | 31  | Carsten Seifert | Ford Fiesta ST | 1:33,069 |

- P=Position
- Sn=Startnummer

Kval Super 1600 på fiaetcc.com  PDF

### Race 1

#### Super 2000
17 varv
| P. | Sn. | Sp. | Förare                | Bilmärke            | Tid       | Poäng |
| -- | --- | --- | --------------------- | ------------------- | --------- | ----- |
| 1  | 5   | 1   | Norbert Michelisz     | SEAT León TDI       | 25:54,375 | 10    |
| 2  | 4   | 2   | Franz Engstler        | BMW 320si           | +0,442    | 8     |
| 3  | 11  | 6   | James Thompson        | Honda Accord Euro R | +3,683    | 6     |
| 4  | 1   | 8   | Michel Nykjær         | Chevrolet Lacetti   | +10,283   | 5     |
| 5  | 10  | 4   | Harry Vaulkhard       | Chevrolet Lacetti   | +20,927   | 4     |
| 6  | 8   | 9   | José Monroy           | Chevrolet Lacetti   | +34,125   | 3     |
| 7  | 6   | 7   | Francisco Carvalho    | SEAT León TFSI      | +53,270   | 2     |
| 8  | 9   | 3   | Durate Fèlix da Costa | Chevrolet Lacetti   | +57,518   | 1     |
| 9  | 2   | 5   | Tomas Engström        | Honda Accord Euro R | +1:07,001 |       |
| 10 | 3   | 11  | Urmas Kitsing         | BMW 320si           | +1:07,355 |       |

##### Förare som bröt loppet
| Sn. | Sp. | Förare      | Bilmärke            | Tid      |
| --- | --- | ----------- | ------------------- | -------- |
| 12  | 10  | Per Poulsen | Honda Accord Euro R | +14 varv |

- P=Position
- Sn=Startnummer
- Sp=Startposition

##### Snabbaste varv
| Förare            | Bilmärke      | Tid      | Varv |
| ----------------- | ------------- | -------- | ---- |
| Norbert Michelisz | SEAT León TDI | 1:29,731 | 2    |

Race 1 Super 2000 på fiaetcc.com  PDF

#### Super Production
16 varv
| P. | Sn. | Sp. | Förare             | Bilmärke           | Tid       | Poäng |
| -- | --- | --- | ------------------ | ------------------ | --------- | ----- |
| 1  | 21  | 2   | Marcis Birkens     | Honda Civic Type-R | 26:37,157 | 10    |
| 2  | 23  | 1   | Michail Zasadych   | BMW 320i           | +12,436   | 8     |
| 3  | 22  | 3   | Nikolay Karamishev | Volkswagen Golf IV | +2 varv   | 6     |

- P=Position
- Sn=Startnummer
- Sp=Startposition

##### Snabbaste varv
| Förare         | Bilmärke           | Tid      | Varv |
| -------------- | ------------------ | -------- | ---- |
| Marcis Birkens | Honda Civic Type-R | 1:37,283 | 4    |

Race 1 Super Production på fiaetcc.com  PDF

#### Super 1600
16 varv
| P. | Sn. | Sp. | Förare          | Bilmärke       | Tid       | Poäng |
| -- | --- | --- | --------------- | -------------- | --------- | ----- |
| 1  | 31  | 1   | Carsten Seifert | Ford Fiesta ST | 26:51,951 | 10    |

- P=Position
- Sn=Startnummer
- Sp=Startposition

##### Snabbaste varv
| Förare          | Bilmärke       | Tid      | Varv |
| --------------- | -------------- | -------- | ---- |
| Carsten Seifert | Ford Fiesta ST | 1:38,911 | 7    |

Race 1 Super 1600 på fiaetcc.com  PDF

### Race 2

#### Super 2000
17 varv
| P. | Sn. | Sp. | Förare                | Bilmärke            | Tid       | Poäng |
| -- | --- | --- | --------------------- | ------------------- | --------- | ----- |
| 1  | 11  | 6   | James Thompson        | Honda Accord Euro R | 24:57,638 | 10    |
| 2  | 4   | 7   | Franz Engstler        | BMW 320si           | +2,756    | 8     |
| 3  | 2   | 9   | Tomas Engström        | Honda Accord Euro R | +5,995    | 6     |
| 4  | 6   | 2   | Francisco Carvalho    | SEAT León TFSI      | +10,666   | 5     |
| 5  | 5   | 8   | Norbert Michelisz     | SEAT León TDI       | +26,941   | 4     |
| 6  | 10  | 4   | Harry Vaulkhard       | Chevrolet Lacetti   | +27,815   | 3     |
| 7  | 9   | 1   | Durate Fèlix da Costa | Chevrolet Lacetti   | +36,600   | 2     |
| 8  | 12  | 11  | Per Poulsen           | Honda Accord Euro R | +44,736   | 1     |

##### Förare som bröt loppet
| Sn. | Sp. | Förare        | Bilmärke          | Tid      |
| --- | --- | ------------- | ----------------- | -------- |
| 3   | 10  | Urmas Kitsing | BMW 320si         | +7 varv  |
| 8   | 3   | José Monroy   | Chevrolet Lacetti | +12 varv |
| 8   | 3   | Michel Nykjær | Chevrolet Lacetti | +16 varv |

- P=Position
- Sn=Startnummer
- Sp=Startposition

##### Snabbaste varv
| Förare         | Bilmärke  | Tid      | Varv |
| -------------- | --------- | -------- | ---- |
| Franz Engstler | BMW 320si | 1:25,375 | 14   |

Race 2 Super 2000 på fiaetcc.com  PDF

#### Super Production
16 varv
| P. | Sn. | Sp. | Förare           | Bilmärke           | Tid       | Poäng |
| -- | --- | --- | ---------------- | ------------------ | --------- | ----- |
| 1  | 21  | 1   | Marcis Birkens   | Honda Civic Type-R | 25:15,174 | 10    |
| 2  | 23  | 2   | Michail Zasadych | BMW 320i           | +23,000   | 8     |

##### Förare som bröt loppet
| Sn. | Sp. | Förare             | Bilmärke           | Tid      | Poäng |
| --- | --- | ------------------ | ------------------ | -------- | ----- |
| 22  | 3   | Nikolay Karamishev | Volkswagen Golf IV | +14 varv | 6     |

- P=Position
- Sn=Startnummer
- Sp=Startposition

##### Snabbaste varv
| Förare         | Bilmärke           | Tid      | Varv |
| -------------- | ------------------ | -------- | ---- |
| Marcis Birkens | Honda Civic Type-R | 1:32,160 | 12   |

Race 2 Super Production på fiaetcc.com  PDF

#### Super 1600
16 varv
| P. | Sn. | Sp. | Förare          | Bilmärke       | Tid       | Poäng |
| -- | --- | --- | --------------- | -------------- | --------- | ----- |
| 1  | 31  | 1   | Carsten Seifert | Ford Fiesta ST | 25:32,084 | 10    |

- P=Position
- Sn=Startnummer
- Sp=Startposition

##### Snabbaste varv
| Förare          | Bilmärke       | Tid      | Varv |
| --------------- | -------------- | -------- | ---- |
| Carsten Seifert | Ford Fiesta ST | 1:33,753 | 7    |

Race 2 Super 1600 på fiaetcc.com  PDF

## Slutresultat

### Super 2000
| P. | Sn. | Förare                | Bilmärke            | Poäng |
| -- | --- | --------------------- | ------------------- | ----- |
| 1  | 11  | James Thompson        | Honda Accord Euro R | 16    |
| 2  | 4   | Franz Engstler        | BMW 320si           | 16    |
| 3  | 5   | Norbert Michelisz     | SEAT León TDI       | 14    |
| 4  | 6   | Francisco Carvalho    | SEAT León TFSI      | 7     |
| 5  | 10  | Harry Vaulkhard       | Chevrolet Lacetti   | 7     |
| 6  | 2   | Tomas Engström        | Honda Accord Euro R | 6     |
| 7  | 1   | Michel Nykjær         | Chevrolet Lacetti   | 5     |
| 8  | 8   | José Monroy           | Chevrolet Lacetti   | 3     |
| =  | 9   | Durate Fèlix da Costa | Chevrolet Lacetti   | 3     |
| 10 | 12  | Per Poulsen           | Honda Accord Euro R | 1     |
| -  | 3   | Urmas Kitsing         | BMW 320si           | 0     |

- P=Position
- Sn=Startnummer

Slutresultat Super 2000 på fiaetcc.com  PDF

### Super Production
| P. | Sn. | Förare             | Bilmärke           | Poäng |
| -- | --- | ------------------ | ------------------ | ----- |
| 1  | 21  | Marcis Birkens     | Honda Civic Type-R | 20    |
| 2  | 23  | Michail Zasadych   | BMW 320i           | 16    |
| 3  | 22  | Nikolay Karamishev | Volkswagen Golf IV | 12    |

- P=Position
- Sn=Startnummer

Slutresultat Super Production på fiaetcc.com  PDF

### Super 1600
| P. | Sn. | Förare          | Bilmärke       | Poäng |
| -- | --- | --------------- | -------------- | ----- |
| 1  | 31  | Carsten Seifert | Ford Fiesta ST | 20    |

- P=Position
- Sn=Startnummer

Slutresultat Super 1600 på fiaetcc.com  PDF

### Nations Cup
| P. | Land           | Poäng |
| -- | -------------- | ----- |
| 1  | Storbritannien | 23    |
| 2  | Tyskland       | 16    |
| 3  | Ungern         | 14    |
| 4  | Portugal       | 13    |
| 5  | Sverige        | 6     |
| =  | Danmark        | 6     |
| -  | Estland        | 0     |